# Mecze reprezentacji Polski w piłce nożnej mężczyzn prowadzonej przez Stefana Majewskiego
Zestawienie spotkań reprezentacji Polski pod wodzą Stefana Majewskiego.
Kadencja Stefana Majewskiego na stanowisku selekcjonera reprezentacji Polski, trwała od 17 września do października 2009 roku.

## Oficjalne międzynarodowe spotkania
| Nr | Przeciwnik | Miejsce | Data                 | Impreza                      | Wynik (Polska – przeciwnik) | Przypisy |
| -- | ---------- | ------- | -------------------- | ---------------------------- | --------------------------- | -------- |
| 1  | Czechy     | Praga   | 10 października 2009 | eliminacje Mistrzostw Świata | 0:2                         | [ 3 ]    |
| 2  | Słowacja   | Chorzów | 14 października 2009 | eliminacje Mistrzostw Świata | 0:1                         | [ 2 ]    |

## Bilans
|                 | zwycięstwa | remisy | porażki |
| ogółem          | 0          | 0      | 2       |
| dom             | 0          | 0      | 1       |
| wyjazd          | 0          | 0      | 1       |
| neutralny teren | –          | –      | –       |

|                 | strzelone | stracone |
| ogółem          | 0         | 3        |
| dom             | 0         | 1        |
| wyjazd          | 0         | 2        |
| neutralny teren | –         | –        |

## Szczegóły
| 10 października 2009 20:00 CEST | Czechy · Tomáš Necid 51' · Jaroslav Plašil 72' | 2:0(0:0) | Polska | Generali Arena, Praga Widzów: 14 000 Sędzia: Claus Bo Larsen (Dania) |
|                                 |                                                |          |        |                                                                      |

Czechy: Petr Čech – Zdeněk Pospěch, Tomáš Sivok, Roman Hubník, Marek Jankulovski – Jaroslav Plašil, Tomáš Hübschman, Tomáš Rosický (79. David Jarolím), Daniel Pudil (86. Jiří Štajner) – Milan Baroš, Michal Papadopulos (46. Tomáš Necid).

Polska: Wojciech Kowalewski – Jakub Rzeźniczak, Arkadiusz Głowacki, Piotr Polczak, Seweryn Gancarczyk – Jakub Błaszczykowski (68. Sławomir Peszko), Mariusz Lewandowski, Maciej Iwański, Ludovic Obraniak – Kamil Grosicki (81. Dawid Janczyk), Ireneusz Jeleń (63. Robert Lewandowski).
| 14 października 2009 20:00 CEST | Polska | 0:1(0:1) | Słowacja · 3' (sam.) Seweryn Gancarczyk | Stadion Śląski, Chorzów Widzów: 4500 Sędzia: Jonas Eriksson (Szwecja) |
|                                 |        |          |                                         |                                                                       |

Polska: Jerzy Dudek – Seweryn Gancarczyk, Arkadiusz Głowacki, Jarosław Bieniuk, Jakub Rzeźniczak – Ludovic Obraniak, Mariusz Lewandowski, Roger Guerreiro (60. Sławomir Peszko), Jakub Błaszczykowski – Paweł Brożek (86. Dawid Janczyk), Ireneusz Jeleń (68. Robert Lewandowski).

Słowacja: Ján Mucha – Peter Pekarík, Zdeno Štrba, Kornel Saláta, Martin Petráš – Vladimír Weiss (67. Ján Novák), Ján Kozák (85. Miroslav Karhan), Kamil Kopúnek, Marek Hamšík – Stanislav Šesták (75. Dušan Švento), Erik Jendrišek.